# Antistatika

Ein Symbol für antistatische Eigenschaft

Als Antistatika werden Additive bezeichnet, welche die statische Aufladung von Gegenständen verhindern bzw. abschwächen.

## Technische Anwendung
Antistatika werden eingesetzt, um die unerwünschten Auswirkungen elektrostatischer Aufladungen, verursacht durch mechanische Reibung, zu verhindern. So kann elektrostatische Aufladung zu unerwünschten Anziehungs- oder Abstoßungseffekten oder zu plötzlichen elektrischen Entladungen führen. Besonders Materialien mit einem hohen elektrischen Widerstand – z. B. Kunststoffe – sind von solchen elektrostatischen Effekten betroffen und müssen deshalb bei der Formung oder nachträglich oft mit einer antistatischen Ausrüstung versehen werden.
Mit Antistatika wird u. a. folgendes erreicht:
- Vermeidung von Staubanziehung und von „stehenden“ Haaren
- Vermeidung von Entladungsfunken:
  - Maßnahmen in der Elektronikfertigung, siehe ESD-Schutz: ESD-Schutzausrüstung, Additiv in Werkzeuggriffen, Textilien, Schuhsohlen, Behältern, Arbeitsmatten usw.
  - Textilausrüstung, Weichspüler, Folien- und Faserherstellung

## Klassifikation
- Innere oder interne Antistatika werden in das zu schützende Material eingearbeitet.
- Äußere oder externe Antistatika werden auf die zu schützenden Objekte aufgetragen.
- Leitende Antistatika können, zum Beispiel als Metalldrähte, intern eingearbeitet oder als Metallpulver extern aufgedampft werden.
- sogenannte Nichtleitende Antistatika sind zum Beispiel quartäre Ammoniumverbindungen (vgl. Polyquaternium) und Tenside. Diese können wiederum als interne oder externe Antistatika zum Einsatz kommen. Die Stoffe erzeugen eine sehr geringe elektrische Leitfähigkeit – sie werden als elektrostatisch dissipativ bezeichnet, da sie die Ladung langsam abbauen, was u. a. in der Elektronikfertigung wichtig ist.

Ein externes Antistatikum ist zum Beispiel Antistatikspray, es hinterlässt einen schwach leitfähigen Film auf den besprühten Gegenständen.

## Wirkungsweise
Die elektrostatische Aufladung verringern Antistatika entweder durch:
- eine verbesserte Ableitung überschüssiger elektrischer Ladungen, sprich: einen niedrigeren ohmschen Widerstand, oder
- Verminderung der Reibung.